# 布拉斯多國家公園
20°08′39″S 57°43′18″E / 20.144111°S 57.721624°E

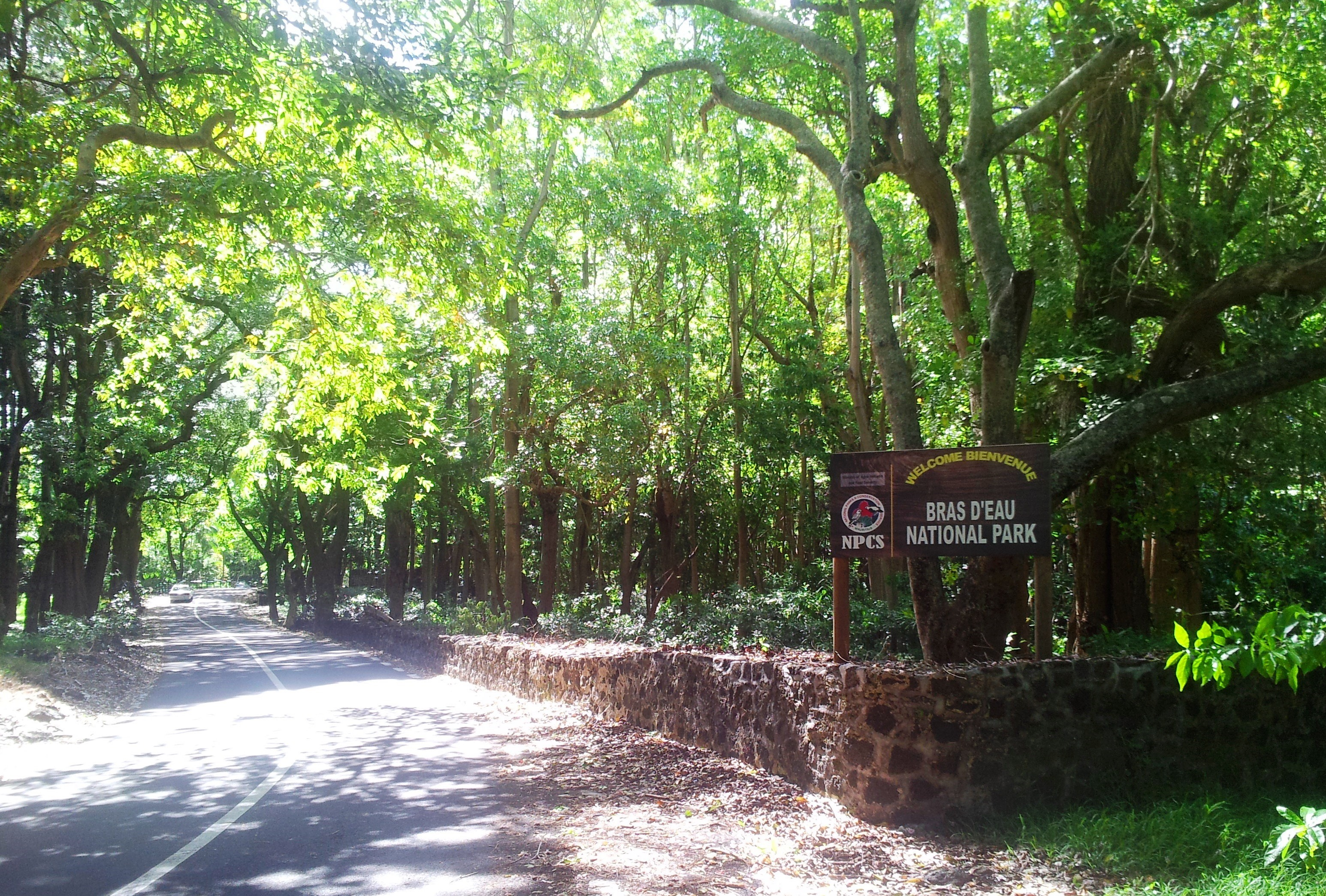

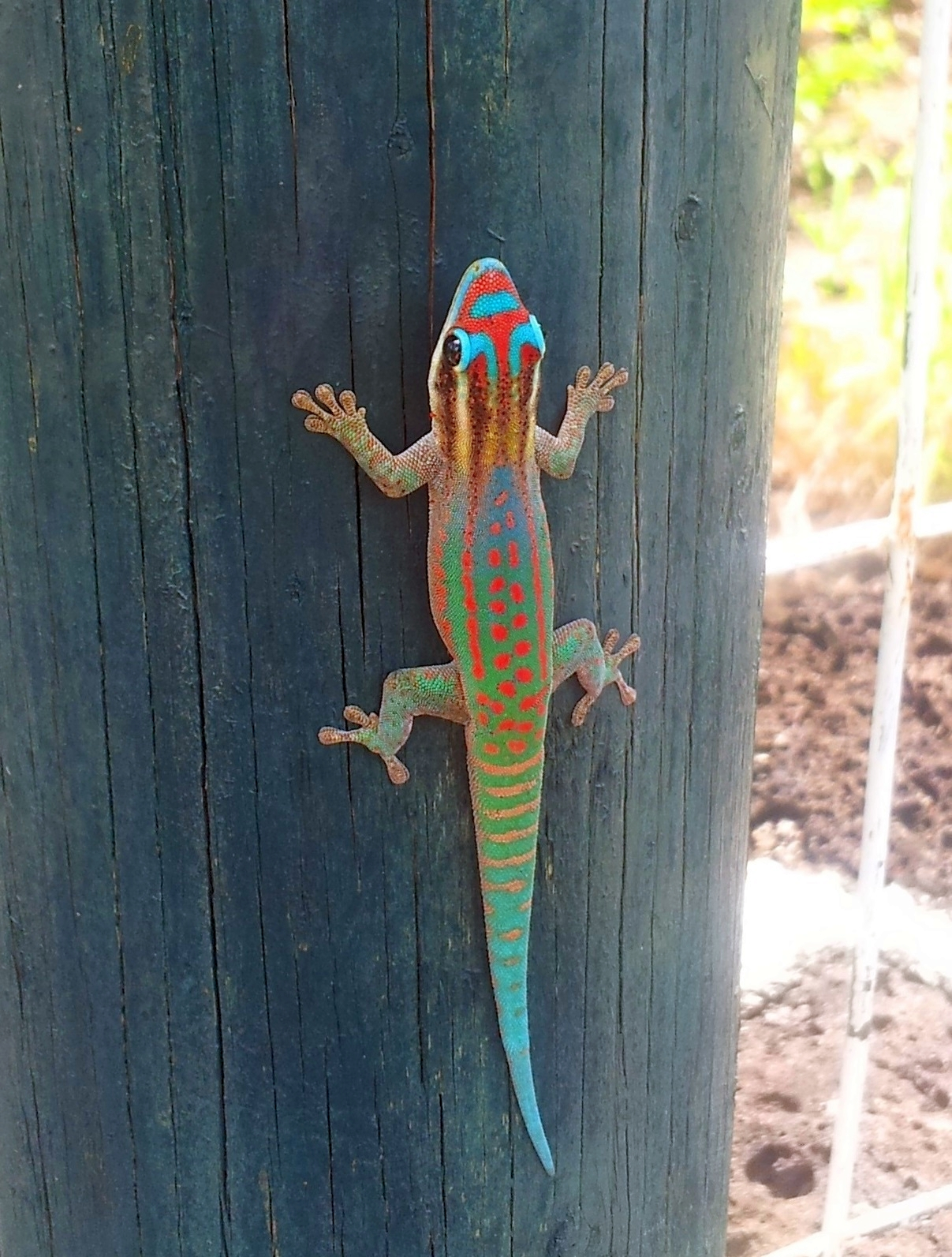

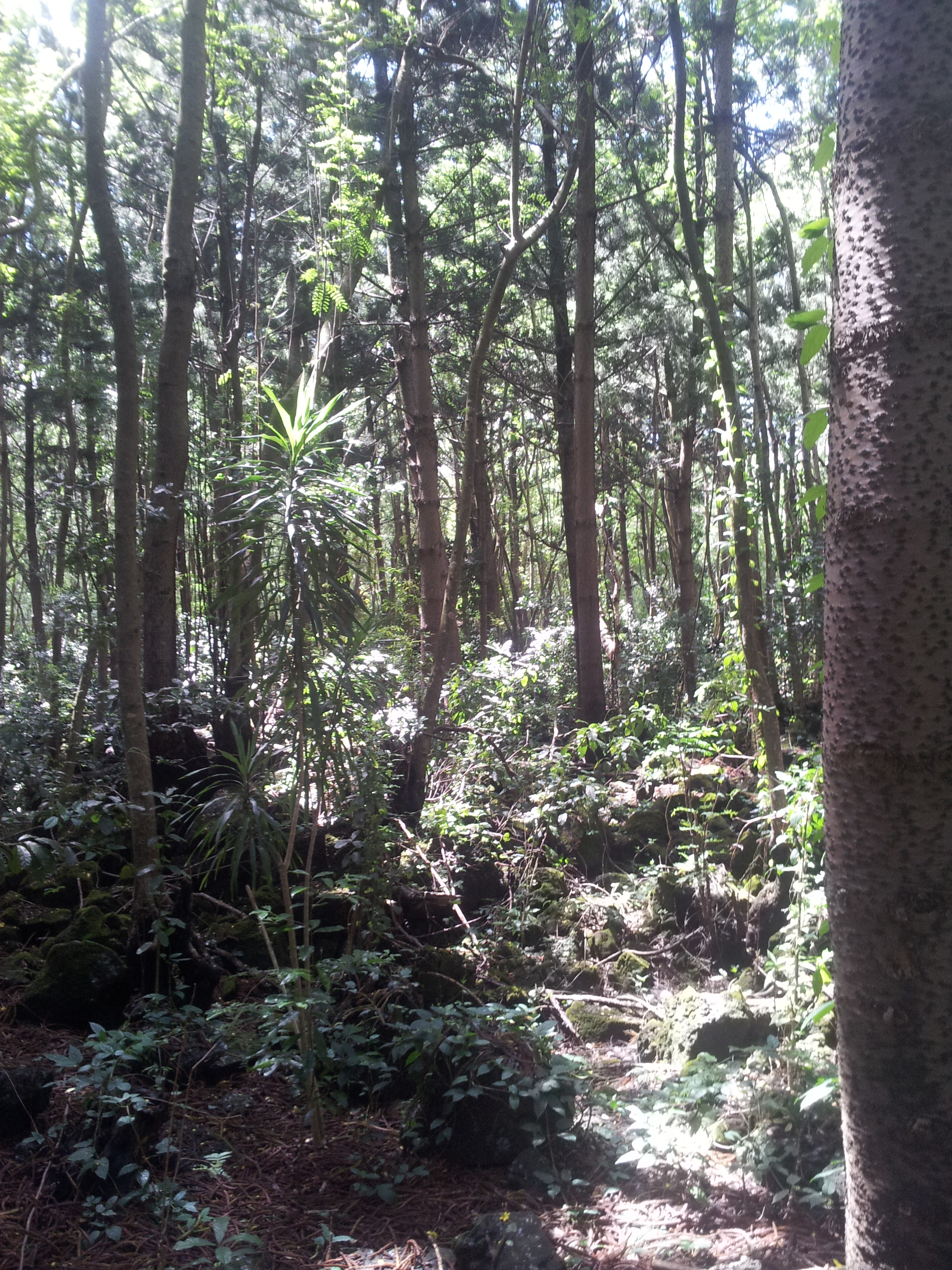

布拉斯多國家公園是毛里裘斯的國家公園，位於該國東北部，面積5平方公里，始建於2011年10月25日，用作種植桃花心木、南洋杉、黃鐘花、桉樹等外來物種。